# Villamartín de Don Sancho (kommun)
Villamartín de Don Sancho är en kommun i Spanien.   Den ligger i provinsen Provincia de León och regionen Kastilien och Leon, i den norra delen av landet, 270 km norr om huvudstaden Madrid. Antalet invånare är 157.